# Cuenta atrás (capítulo)
Cuenta atrás es un capítulo de El comisario emitido el 26 de diciembre de 2006 y famoso porque la acción transcurre en tiempo real. El capítulo fue dirigido por Alfonso Arandia y escrito por Joan Barbero e Ignacio Moral.

## Sinopsis
Un detenido muere por un extraño virus africano, los miembros del NRBQ, declaran la comisaría en cuarentena. A Pope, Charlie, Mikel y Santana, les pilla fuera de comisaría. Al ser declarada, la comisaría en cuarentena, una llamada para el comisario, despertó el terror en todos: un aviso de 3 bombas en el distrito, con un intervalo entre ellas de media hora. La primera explotó al lado de comisaría, un coche bomba, no hubo ningún herido. Un detenido peligroso, se escapa y aprovecha para crear el caos, secuestrando a un niño que estaba con sus padres en comisaría. La segunda bomba ocurrió en la subestación eléctrica, se dirigen al lugar, Pope y Charlie, mientras se encuentran en la subestación la bomba explota.
Mientras en comisaría, una mujer que entró con su marido a poner una denuncia, murió asesinada en la calle por su cuñado, que se encontraba junto a su marido en una furgoneta. Al matarla, la furgoneta se escapa y son seguidos por Mikel y Santana hasta un garaje, el marido de la mujer era hermano del causante de la bomba, que le disparó al no querer colaborar, Santana al no tener más remedio disparó contra el que puso la bomba, matándolo, por lo que ya nadie puede saber donde está la bomba de comisaría, Santana es llevada por Mikel al hospital.
Mientras en comisaría, descubren que la mujer que había muerto asesinada, la cual supuestamente estaba embarazada, tenía un compartimento, con unas herramientas para desactivar la bomba. Laura le comunica al comisario, que cuando llegó la mujer le pidió ir al baño, así que es posible que estuviera allí.
El comisario Castilla, el inspector Casqueiro y la inspectora Elena Serrano, buscan en el baño la bomba y la encuentran, detrás del inodoro. No hay tiempo para desalojar así que Horacio Abarca, el Comisario y un detenido irlandés con diversos antecedentes con atracos con artefactos explosivos consiguen parar a tiempo la bomba.
Finalmente, Pope y Charlie hacen una llamada a comisaría indicando que se encuentran bien.

## Audiencia
Emitido: 26/12/2006 - 22:00 (Martes)
Espectadores: 3.991.000
Share: 21,3%
- Datos: Q5793733